# Раневой канал
Раневой канал — это след, оставленный поражающим элементом в теле. Раневой канал образуют пуля, осколок, дробь или картечь, холодное оружие (нож) и так далее. Раневой канал может быть слепым, сквозным, прямым, ломаным, касательным, прерванным опоясывающим.

## Огнестрельный раневой канал
Зависит от свойств самого снаряда — скорости, массы, калибра, энергии, конструкции пули. Тяжелые пули крупного калибра образуют глубокий раневой канал с большой передачей энергии по всей его длине, потому предпочтительны на охоте. Легкие и низкоскоростные пули как правило действуют как шило (узкий прямолинейный канал), могут пробивать тело навылет, либо останавливаться в нём, не нанося значительных повреждений. Высокоскоростные пули (5.56х45) могут буквально взрываться внутри тела образуя кучу осколков и раневых каналов, а гидродинамический удар значительно расширять зону раневого канала.
Также зависит от особенностей строения органов и тканей. Тяжелее всего определить раневой канал в мышцах, жировой клетчатке, поскольку они обильно пропитываются кровью. В паренхиматозных органах раневой канал резко увеличивается, могут образоваться разрывы, вплоть до разрушения органа. В полых органах при прохождении пули образуются точечные входные и значительные выходные отверстия. В плоских костях образуются дырчатые переломы и раневой канал может иметь вид воронки или усеченного конуса, расширяющийся в сторону полета пули. В трубчатых костях образуются оскольчатые или оскольчато-дырчатые переломы.

## Осколочный раневой канал
Подобный канал может быть либо слепым, либо сквозным. Часто осколки (взрыв гранаты, снаряда, бомбы) могут быть крупнее пули, и иметь неправильную форму, а также двигаться с куда большей скоростью. В отличие от пули, у осколков раневой канал максимально разрушителен в начале пути, с постепенным его сужением по мере падения скорости и энергии.

## Дробовой и картечный раневой канал
Во многим схожи с осколочным. Максимально разрушительны в начале пути, с постепенным его сужением по мере падения скорости и энергии. С увеличением расстояния дробь и картечь образуют отдельные раневые каналы.

## Раневой канал от холодного оружия
Раневой канал прямолинеен, и соответствует длине клинка. Часто может быть более узким, чем сам клинок. По тяжести ранения уступают огнестрельным ранениям, и при отсутствии инфекции наиболее быстро заживают.